# Slaget vid Hunneberg
Slaget vid Hunneberg ägde rum mellan en svensk ryttarskvadron med hjälp av bönder och en mindre dansk-norsk stridgrupp, där stark aggression gav segern framför seg motståndskraft. Under den rena kavallerisammandrabbningen gjorde bönderna mer skada än nytta.
Erövringen av Vänersborg vid slaget vid Vänersborg innebar att förbindelsen från Västergötland och Dalsland till Värmland var bruten, dessutom var hamnen viktig för resten av Sverige och försvaret av Göteborg. Återerövringen av Vänersborg blev därför ett viktigt mål för svenskarna under sensommaren 1676. Sydöst om staden, på östsidan av Göta älv låg Hunneberg, som traditionellt använts som tillflyktsort och försvarsområde för traktens bönder under krigstid.
Den danske fältherren Ulrik Frederik Gyldenløve hade byggt en bro över Göta älv vid gården Utby utanför Hjärtum, som vid denna tid var norskt territorium, och skickade patruller in i Västergötland på plundrings- och spejaruppdrag i början av juli 1676. Snart kom det rapporter om att svenska styrkor var på väg mot Hunneberg och om en stark svensk försvarsposition med bas för stora styrkor kunde etableras där skulle Vänersborg kunna angripas av svenskarna. Den planerade framstöten mot Göteborg kunde då vara i fara och Gyldenløve beordrade därför generalmajor Hans Løvenhjelm att förhindra detta.
Løvenhjelm, med 700 man, gick över bron vid Utby och fortsatte mot nordöst. Han stötte först på motstånd av en avdelning svenska bondesoldater som besegrades efter en kort strid. Efter att ha säkrat platsen, som låg viktigt till på vägen mot Hunneberg med 200 man, skickade han spaningspatruller som meddelade att den svenska huvudstyrkan var under trettio kilometer från Hunneberg längre österut.
Løvenhjelm beslutade sig då för att gå till angrepp innan svenskarna kom i säkerhet på Hunneberg

## Slaget
Den norska förtruppen på 40 kavallerister gick utan att tveka till angrepp mot den svenska huvudstyrkan som blev fullständigt överraskade och flydde i panik. Flera av dem flydde mot ett skogsparti där över hundra skyttar hade placerats ut i förväg och kom då i säkerhet.
Slaget blev snabbt en förföljelseaffär där de svenska trupperna förföljdes upp till 30 kilometer mot Skara, mellan 40 och 50 av dem dödades under vägen. De norska ryttarna kunde inte gå till angrepp mot skogspartiet, där de hundra skyttarna kunde hålla ut tills de kunde fly i säkerhet.
Slaget vid Hunneberg var en ren kavallerisammandrabbning, men vad som hände med bondesoldaterna och sammandrabbningen mellan infanteristerna på båda sidor är okänt, bara att svenskarna led stort nederlag.
Efteråt kom det fram att bondetrupperna redan var upplösta och stora styrkor var på väg hem då norrmännen angrep och ingen kunde leda de svenska trupperna. Løvenhjelms angrepp innebar att omorganisationen av försvaret försenades i flera veckor i Västergötland.